# أوين بيترسن
أوين بيترسن (بالإنجليزية: Owen Petersen)‏ هو سياسي أمريكي، ولد في 29 نوفمبر 1942. انتخب عضو مجلس نواب وايومنغ.